# Krasíkov (nádraží)
Krasíkov (v letech 1938–1945 Budigsdorf) je železniční stanice v obci Krasíkov v okrese Ústí nad Orlicí, v km 23,8 železniční tratě Česká Třebová – Přerov. Na hoštejnském zhlaví v km 24,220 leží stejnojmenná železniční zastávka, dále ve směru na Hoštejn leží v záhlaví stanice v km 25,885 ještě zastávka Tatenice. Trať je součástí třetího železničního rychlostního koridoru.

## Historie
Železniční stanice byla v roce 1845 umístěna za viaduktem s desíti cihelnými oblouky a kamennými pilíři přes Moravskou Sázavu, (km 24,079). Společnost Severní státní dráhy zde postavila stanici IV. třídy – přízemní budovu se sedlovou střechou. Dům byl určen pro přednostu (dva pokoje) a traťového strážníka (jeden pokoj). V roce 1872 Společnost státní dráhy budovu prodloužila a přistavěla skladištní kolej. Upravená budova měla dvě čekárny a kancelář. Rozšíření výpravní budovy se vzrůstajícím provozem bylo plánováno na rok 1915, ale první světová válka přerušila realizaci. V letech 1929–1930, při zdvoukolejnění tratě, byla postavena podle návrhu Miloše Fikra nová výpravní budova. Třípodlažní stavba z drážní strany byla členěná do tří výškových stupňů a dělená výraznou patrovou římsou. Fasáda pater měla cihelná ostění a pásy. Z uliční strany byla průčelí členěná rustikálním kamenným soklem a nárožím, vertikálně vystupujícím schodišťovým křídlem se zvlněným štítem a horizontálně položenými liniemi balkónů. Vstup do vestibulu kryla plechová stříška.

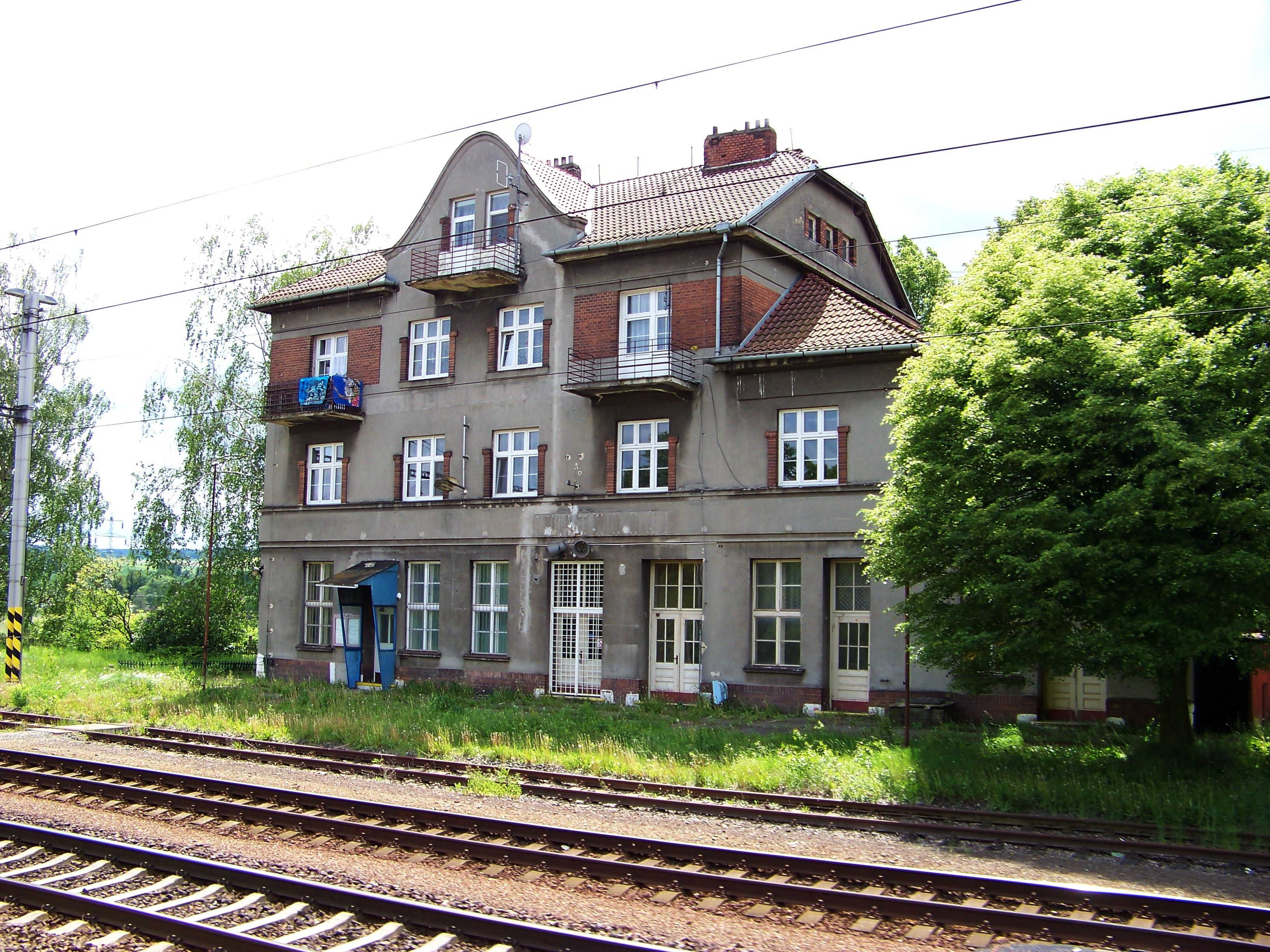
Stará výpravní budova

V roce 2006 v rámci výstavby třetího železničního rychlostního koridoru přestalo stávající vybavení železniční stanice ležící v km 23,800 sloužit osobní dopravě. Byla vybudována nástupiště v nové poloze na zhlaví stanice, blíže obci, u nově postaveného mostu přes řeku Moravskou Sázavu. V obvodu stanice se nachází rovněž zastávka Tatenice. Stanice je rovněž neobsazená a je dálkově řízena z Centrálního dispečerského pracoviště Přerov.

## Služby ve stanici
Na nástupištích jsou k dispozici prosklené přístřešky, poblíž je malé parkoviště. K přístupu na protější nástupiště slouží podchod pro pěší nebo je možné využít nedaleký podjezd silnice II/368. Zastávka je zařazena do integrovaného dopravního systému.